# Comportament agonístic

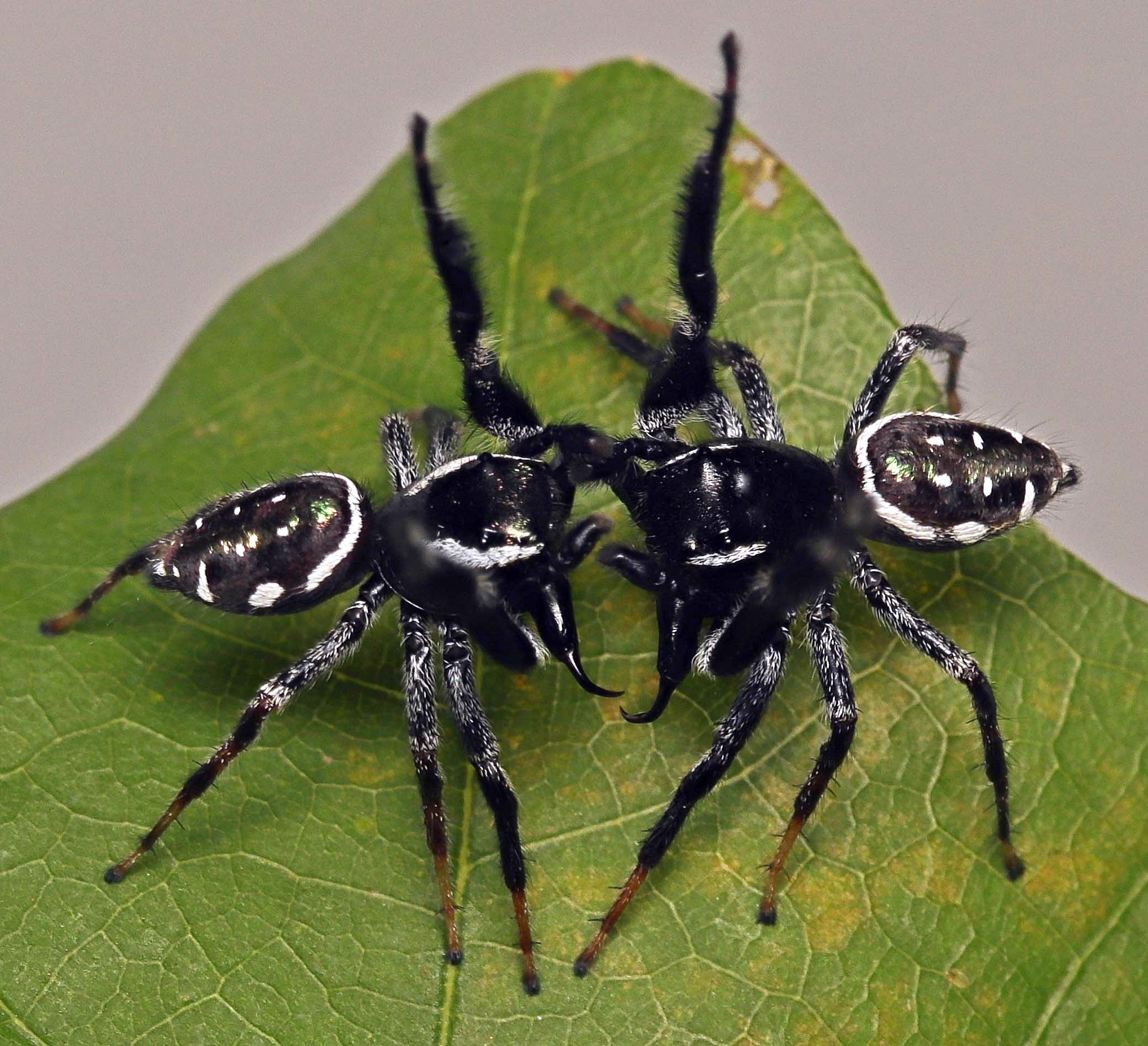
Dos mascles adults de laboratori Paraphidippus aurantius durant una trobada agonística en una fulla d'una planta.

El comportament agonístic és qualsevol comportament social relacionat amb la lluita. El terme té un significat més ampli que el comportament agressiu perquè inclou amenaces, exhibicions, retirades, pacificació i conciliació. El terme "comportament agonístic" va ser definit i utilitzat per primera vegada per J.P Scott i Emil Fredericson l'any 1951 al seu article "The Causes of Fighting in Mice and Rats" a Physiological Zoology. El comportament agonístic s'observa en moltes espècies animals perquè els recursos, com ara menjar, refugi i parella, sovint són limitats.
Algunes formes de comportament agonístic es donen entre individus que competeixen per accedir als mateixos recursos, com ara menjar o parella. Altres vegades, implica proves de força o exhibició d'amenaça que fan que els animals semblin grossos i més en forma física, una exhibició que pot permetre'ls obtenir el recurs abans que tingui lloc una batalla real. Tot i que el comportament agonístic varia segons les espècies, la interacció agonística consisteix en tres tipus de comportaments: amenaça, agressió i submissió.Aquests tres comportaments estan interrelacionats funcionalment i fisiològicament, però queden fora de la definició estreta de comportament agressiu. Tot i que qualsevol d'aquestes divisions de comportaments es pot veure sola en una interacció entre dos animals, normalment es produeixen en seqüència des del principi fins al final. Depenent de la disponibilitat i la importància d'un recurs, els comportaments poden anar des d'una baralla fins a la mort o un comportament ritualista molt més segur, encara que els comportaments rituals o d'exhibició són la forma més comuna de comportaments agonístics.

## Estudi en rosegadors
Scott i Fredericson descriuen que el comportament agonístic es mostra en una varietat de circumstàncies diferents en resposta a diferents estímuls. Scott i Fredericson van estudiar ratolins i rates i van classificar tres categories principals de comportament agonístic que presenten aquests animals, que inclouen el comportament preliminar, l'atac i el comportament defensiu i d'escapament. La conducta preliminar descriu els comportaments que mostren aquests rosegadors si la baralla no comença immediatament. Aquests poden incloure comportaments involuntaris, com ara eriçar el pèl, on el pèl del rosegador s'aixeca de punta en una regió concreta del cos, o el moure la cua on la cua del rosegador experimenta contracció muscular i s'agita d'un costat a l'altre, fent un so fort si es colpeja contra un objecte dur. Un altre comportament agonístic preliminar dels ratolins és quan els ratolins encerclen l'oponent abans no comenci la baralla. La lluita en sí es classifica com un dels patrons de comportament que es produeix i implica violència física entre rosegadors. Finalment, el comportament defensiu i d'escapament es produeix normalment immediatament després de la lluita i es mostra pel ratolí que és derrotat en la lluita. El ratolí derrotat, si se li deixa espai, fugirà i intentarà amagar-se del ratolí victoriós. Si no és possible que el ratolí pugui córrer i escapar físicament perquè no hi ha espai disponible, el ratolí vençut s'aixecarà sostenint-se amb les potes posteriors i mantindrà les potes davanteres aixecades d'una manera que es caracteritza com una "posició de submissió". Aquests són exemples de comportaments físics que són respostes al conflicte en ratolins.

## Evolució i ecologia del comportament agonístic: Estomatòpodes (gamba mantis religiosa)
El comportament agonístic és el resultat de l'evolució, i això es pot estudiar en una sèrie d'espècies que s'enfronten a diferents pressions ambientals. Tot i que els comportaments agonístics es poden observar i estudiar directament en un entorn de laboratori, també és important entendre aquests comportaments en un entorn natural per comprendre completament com han evolucionat i, per tant, difereixen sota diferents pressions selectives. Les gambes mantis, crustacis depredadors, són un exemple d'organisme agressiu i territorial el comportament agonístic del qual ha estat estudiat en un context ecològic i evolutiu.
Les gambes mantis es troben entre els crustacis més agressius del món. Aquestes criatures marines són sigil·losos i reservats, però estan molt alerta i són uns depredadors mol actius que habiten caus i cavitats al llarg dels esculls de corall, les costes rocoses i les costes fangoses d'aigües tropicals i subtropicals.
Roy Caldwell i Hugh Dingle van dur a terme investigacions sobre gambes mantis i altres estomatòpodes que es van centrar en l'evolució del comportament agonístic i com s'aplica a l'ecologia d'aquests organismes. El comportament agonístic ha evolucionat conjuntament amb factors biòtics com la morfologia corporal, la competència tant dins de la pròpia espècie com contra altres espècies i els hàbitats en què habiten aquestes gambes. Els estomatòpodes van sorgir dels leptostracis, tal com indiquen les proves fòssils, fa aproximadament 400 milions d'anys. La morfologia dels estomatòpodes és coherent amb la majoria dels malacostracis, ja que tenen tres segments corporals principals: el cèfalon, el tòrax i l'abdomen. L'abdomen està format per sis segments, cinc dels quals posseeixen un parell de pleopodis, que s'utilitzen per a la respiració i la natació.

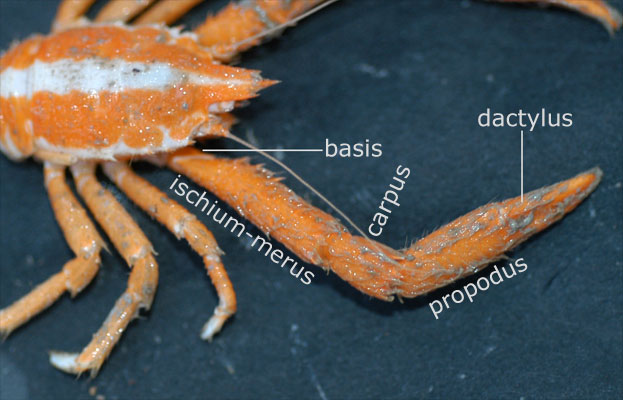
Imatge parcial d'un galateoïdeus que mostra els segments de la primera pota.

L'apèndix clau que utilitzen els estomatòpodes per combatre es coneix com l'apèndix raptor, que en realitat és un parell de segons maxil·lípedes engrandits just darrere de les maxil·les. A més de la lluita, aquests forts maxil·lípedes s'utilitzen amb finalitats de captura de preses. Aquest apèndix, particularment el «propodus» i el «dactylus», s'estenen cap endavant de tal manera que s'assembla a l'apèndix sorprenent d'una mantis religiosa, li dona el nom a aquest crustaci. Caldwell et al. va classificar l'apèndix raptor en dues categories segons el propòsit funcional: apèndix destructor i apèndix arpó. L'apèndix destructor el posseeixen membres de les famílies dels gonodactílids en que l'apèndix arpó conté espines petites. L'apèndix arpó el posseeixen membres de les famílies dels squillidae, lysiosquillidae, bathysquillidae i un parell de gonodactílids; l'últim grup conté tant l'apèndix destructor com l'arpó.
Els que posseeixen l'apèndix destructor són capaços d'utilitzar la força per matar competidors de la mateixa espècie d'un sol cop. Caldwell et al. descriu com dos estomatòpodes mostren un comportament de lluita agressiva quan es troben tant individus de la mateixa espècie com de diferent i els mascles i les femelles mostren el mateix nivell d'agressivitat excepte en l'època de reproducció. La majoria de les espècies d'estomatòpodes, independentment del tipus d'apèndix, solen donar cops amb el dàctil tancat durant les trobades agonístiques. Quan el «dactylus» està obert, el resultat sol ser una lesió greu o la mort de l'oponent. Aquests crustacis poden donar cops amb el «dactylus» obert, però generalment només en situacions de lluita extremadament intensa, que són rars entre la majoria de les espècies.
El comportament agonístic que és comú durant els encontres, és el fet d'exhibir l'apèndix raptor, que és un comportament comú a molts tàxons. El fet d'exhibir o expandir l'apèndix raptor es realitza per tal de fer que l'animal sembli més gros i, per tant, més amenaçador per als competidors en èpoques de trobades agonístiques. En altres tàxons, aquest comportament seria exhibir les dents en els canins o les banyes els ungulats. Aquest comportament de visualització és un comportament conservat evolutivament en visualitzacions agonístiques.
Les diferències evolutives són clares en els estomatòpodes "destructors" i "arponers" que habiten en diferents substrats i que hi fan cau o no. Caldwell et al. va descriure aquestes diferències pel que fa a una exhibició de comportament anomenada "comunicació meral". Aquests investigadors descriuen aquest comportament com el més extrem de les mostres d'apèndix raptor i es defineix per l'elevació del cefalotòrax i les antenes i les antènules, mentre que l'apèndix raptor està en posició elevada i estesa. Curiosament, aquesta comunicació meral es pot mostrar dotzenes de vegades durant una trobada agonística i Caldwell et al. explica que s'utilitza com a mètode per inhibir la violència física real.
Els estomatòpodes "destructors", que són espècies que tendeixen a habitar cavitats dins de les roques o el corall, tenen taques merals de colors brillants que ajuden a fer que la taca sigui més visible durant aquestes mostres de comunicació meral en baralles. Aquestes taques són de colors vius: grogues, blaves, vermelles o blanques i estan delimitades per un pigment negre conspicu. Per contra, els estomatòpodes "arponers" o algunes espècies aixafadores que no habiten les cavitats de roques o coralls, tenen taques merals molt més apagades. Aquesta correlació suggereix als investigadors que hàbitat i coloració de les taques merals han coevolucionat i els que habiten els caus posseeixen aquests punts brillants i aquelles espècies que no hi habiten tenen taques apagades. Això demostra com l'ecologia i l'evolució dels organismes dins del mateix ordre afecten directament el comportament agonístic.

## Influència hormonal
El comportament agonístic està influenciat per l'acció d'hormones com la vasopressina, que és un petit pèptid sintetitzat al cervell per les neurones magnocel·lulars. El propi comportament agonístic es pot dividir en dues categories: ofensiu o defensiu. Cadascuna d'aquestes categories és el resultat de diferents vies neuroconductuals i el comportament agonístic ofensiu i defensiu és provocat per diferents estímuls.
El comportament agonístic ofensiu s'ha estudiat específicament en estudis que utilitzen rosegadors com a subjectes de prova en el context de les interaccions amb intrusos. Per exemple, quan un hàmster mascle desconegut es col·loca a la gàbia d'un mascle coespecífic, segueix un conjunt estereotipat de comportaments agonístics. El mascle resident s'acosta a l'intrús i l'ensuma atentament, amenaça l'intrús amb una postura erecta i finalment inicia un atac físic contra l'intrús. El mascle resident ataca el ventre del mascle intrús i intenta capgirar l'intrús sobre la seva esquena.

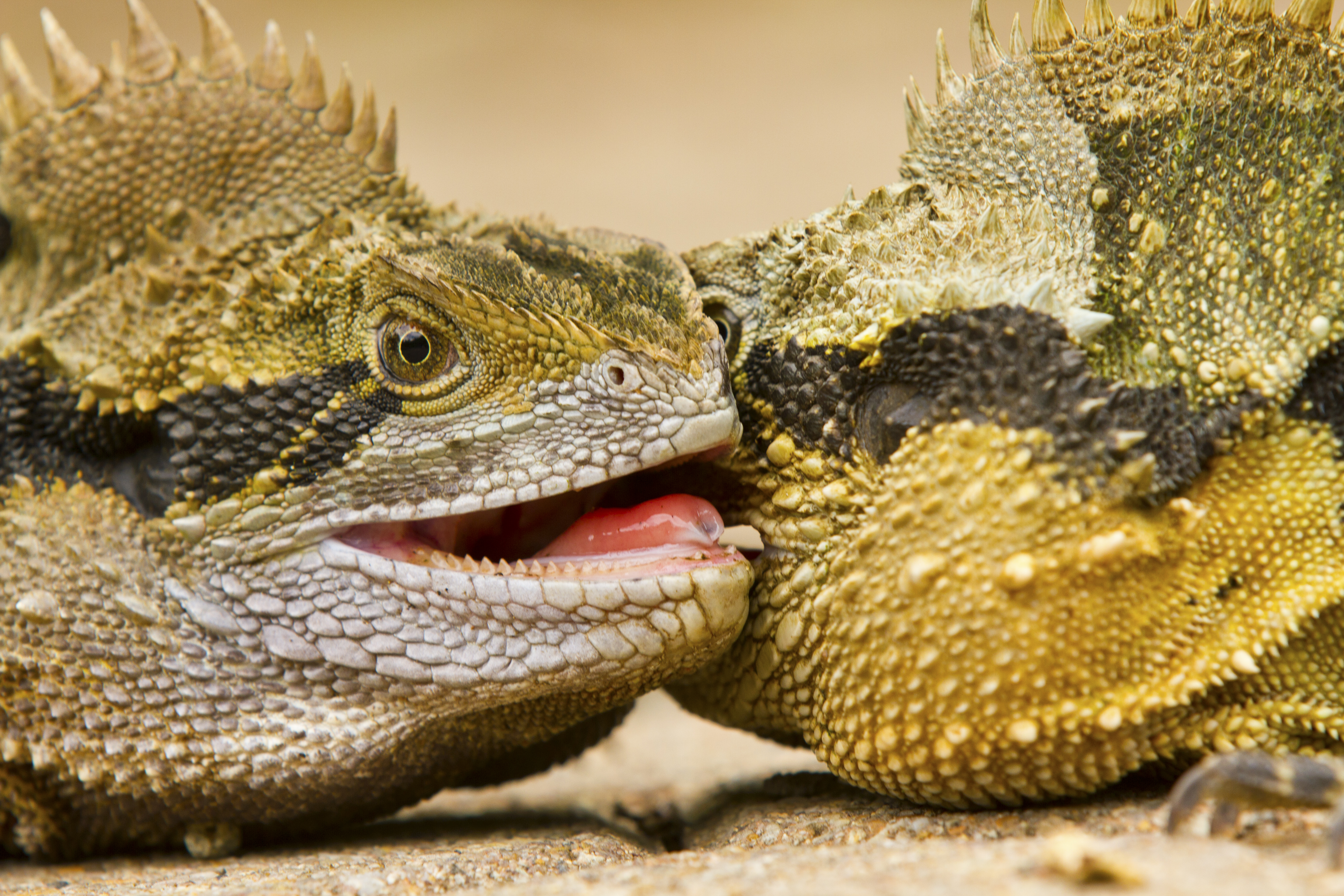
Dos mascles de dragons aquàtics bruns d'Austràlia (Physignathus lesueurii) lluitant. És una lluita lenta on col·loquen les galtes juntes i tots dos giren en cercle. Brisbane, Queensland, Austràlia

Els estudis han demostrat que el comportament ofensiu que mostren els hàmsters es pot modular a causa de la presència de vasopressina. Concretament, la investigació realitzada per Ferris et al. (1990) suggereix que quan s'injecta un antagonista del receptor de vasopressina a l'hipotàlem anterior del mascle resident, disminueix la tendència a atacar els mascles intrusos a mesura que augmenta la dosi d'antagonista. Se sap que aquest antagonista disminueix la tendència a l'agressió ofensiva mitjançant injeccions a l'hipotàlem ventrolateral, per tant és capaç d'actuar sobre múltiples regions del cervell i presentar els mateixos efectes de compensar aquest comportament agonístic.
Si bé la vasopressina té un paper en l'agressivitat ofensiva en el comportament agonístic, la serotonina també té un paper en el comportament agressiu en rosegadors, així com en efectes similars en humans. La investigació ha demostrat que l'augment dels nivells de serotonina o l'estimulació dels receptors serotònics en rosegadors es correspon amb una disminució del comportament agonístic, com ara comportaments com atacar i mossegar.
Els hàmsters residents masculins, que normalment mostren comportaments agonistes ofensius estereotipats, mostren una disminució significativa dels intents de mossegada cap els mascles intrusos quan es tracten amb un inhibidor de la recaptació de serotonina anomenat fluoxetina. La vasopressina i la serotonina tenen un paper important en les manifestacions de comportament agonístic i entendre la interacció d'aquests dos neurotransmissors oposats és important per entendre completament la neurobiologia del comportament agonístic. S'entén que la vasopressina augmenta el nivell d'agressivitat en les manifestacions agonístiques a causa de l'augment de l'activitat en les vies neuronals que estan associades amb un augment del marcatge del lateral (els hàmsters sirians es poden comunicar mitjançant una forma distintiva de marca d'olor anomenada marcatge del lateral) i l'agressivitat ofensiva demostrada en hàmsters residents en presència d'un intrús. Aquesta via neuronal que millora l'agressivitat es veu atenuada per la presència de serotonina. Es planteja la hipòtesi que la serotonina actua com antagonista de la vasopressina provocant els seus efectes sobre les neurones sensibles a la vasopressina i, per tant, inhibint aquestes neurones.
Les hormones esteroidals també s'associen amb un comportament d'agressivitat ofensiu. Els andrògens, en particular, tenen efectes ben documentats per augmentar l'agressivitat en rosegadors mascles i les injeccions de testosterona al septe i l'àrea preòptica medial dels ratolins castrats fan augmentar molt l'agressivitat ofensiva. Els glucocorticoides també han reportat efectes sobre el comportament agonístic dels ratolins, tot i que aquests efectes no s'entenen tan a fons com els efectes dels andrògens. La investigació ha demostrat que en els ratolins que han estat derrotats en disputes agonistes tenen nivells elevats de corticosterona, que sembla millorar el comportament de submissió i, per tant, té efectes oposats sobre el comportament agressiu agonístic.

## Predicció de la victòria
El tipus de comportament agonístic observat, ja sigui agressiu o submís, tot depèn de la probabilitat de guanyar. Per exemple, la mida sol ser un bon predictor de l'èxit de la lluita i molts animals faran ostentació per fer gala de la seva mida. Els animals són més capaços d'avaluar la seva següent forma d'acció agonística jutjant la mida de l'oponent i si és probable que guanyin una baralla si es produís un altercat físic.

#### Exemple: Mosques d'ulls de tija (Diopsidae)
En el comportament agressiu dels individus masculins de les mosques d'ulls de tija, els mascles "s'enfronten" mostrant els ulls. Les femelles mostren una forta preferència per l'aparellament amb mascles amb els peduncles oculars més llargs. A causa de la preferència femenina, els mascles han evolucionat per competir entre ells pels drets d'aparellament. En l'estat d'amenaça, les dues mosques s'enfronten cap amb cap, amb les potes davanteres esteses cap a fora i paral·leles als peduncles oculars. Aquest comportament permet a cada individu saber la distància entre els ulls del seu competidor. La longitud dels peduncles oculars augmenta amb la mida del cos i els mascles amb peduncles més curts solen retrocedir. Una distància més llargas entre els ulls transmet la informació que la mida corporal també és més gran i implica tenir més possibilitats de guanyar.

## Defugir la lluita
Fonamentalment, entre els animals, la lluita no es busca ni es valora per si mateixa; s'hi recorre més aviat com una necessitat no desitjada, un mitjà de defensa dels interessos de l'individu. Fins i tot quan un animal lluita, té com a objectiu, no destruir l'enemic si no desfer-se de la seva presència i la molèstia que ocasiona. Semblaria que en un principi com més agressiu és un animal, més possibilitats tindria de guanyar. Tanmateix, en un escenari normal, si un animal és massa agressiu, podria enfrontar-se a un cost inacceptablement elevat, com ara lesions greus o la mort. A menys que un animal tingui gairebé segur que guanyarà sense ferides, o que els recursos siguin prou valuosos per al risc de mort, els animals solen evitar la lluita. Un animal ha de sospesar els costos i beneficis relatius de la lluita. Si els costos són massa alts, és preferible evitar una baralla.

## Exhibició ritual
Per als animals, l'exhibició és qualsevol comportament modificat per l'evolució que s'utilitza per transmetre informació. Els animals mostren signes particulars, que els receptors poden utilitzar per inferir alguna cosa sobre l'estat mental i físic del primer animal. Per evitar el gran cost de la lluita, els animals han desenvolupat rituals sofisticats que utilitzen per enganyar als seus oponents perquè es retractin o fugin. El model cost-benefici de la pantalla fa tres supòsits: (1) el tipus d'exhibició varia en funció del cost; (2) el risc de l'exhibició augmenta a mesura que n'augmenta l'eficàcia; i (3) el valor del recurs en disputa determina l'elecció de l'exhibició utilitzada. Els animals han evolucionat per utilitzar els atributs físics com a mostra d'habilitat. Si les disputes es poden resoldre amb exhibició ritual, no cal lluitar. L'exhibició contra altres individus mitjançant gestos simbòlics en lloc de batalles a mort es pot utilitzar per disputar-se el territori o el menjar. Si un animal pot demostrar sense lluitar que està més en forma física que el seu oponent, haurà guanyat més del que hauria guanyat si hagués lluitat i en el procés possiblement s'hagués ferit.
Exemple: mim gris mascle (Dumetella carolinensis)
Quan són amenaçats per un altre mascle, els mascles de mim gris espongen les plomes i eixamplen la part inferior de la cua per defensar el territori. L'ocell que sigui capaç d'inflar-se i semblar el més gros guanyarà el territori.
Exemple: goril·la occidental (Gorilla gorilla)
Els goril·les occidentals mascles mostren una àmplia gamma de comunicacions tant vocals com gestuals quan són amenaçats per un oponent. Elmascle alfa començarà a xiular, llançar coses, colpejar el pit, donar cops de peu a les cames i córrer de costat quan s'acosta un altre mascle. Això es fa per intimidar l'oponent i mostrar habilitats físiques sense fer cap contacte físic.

## Amenaces

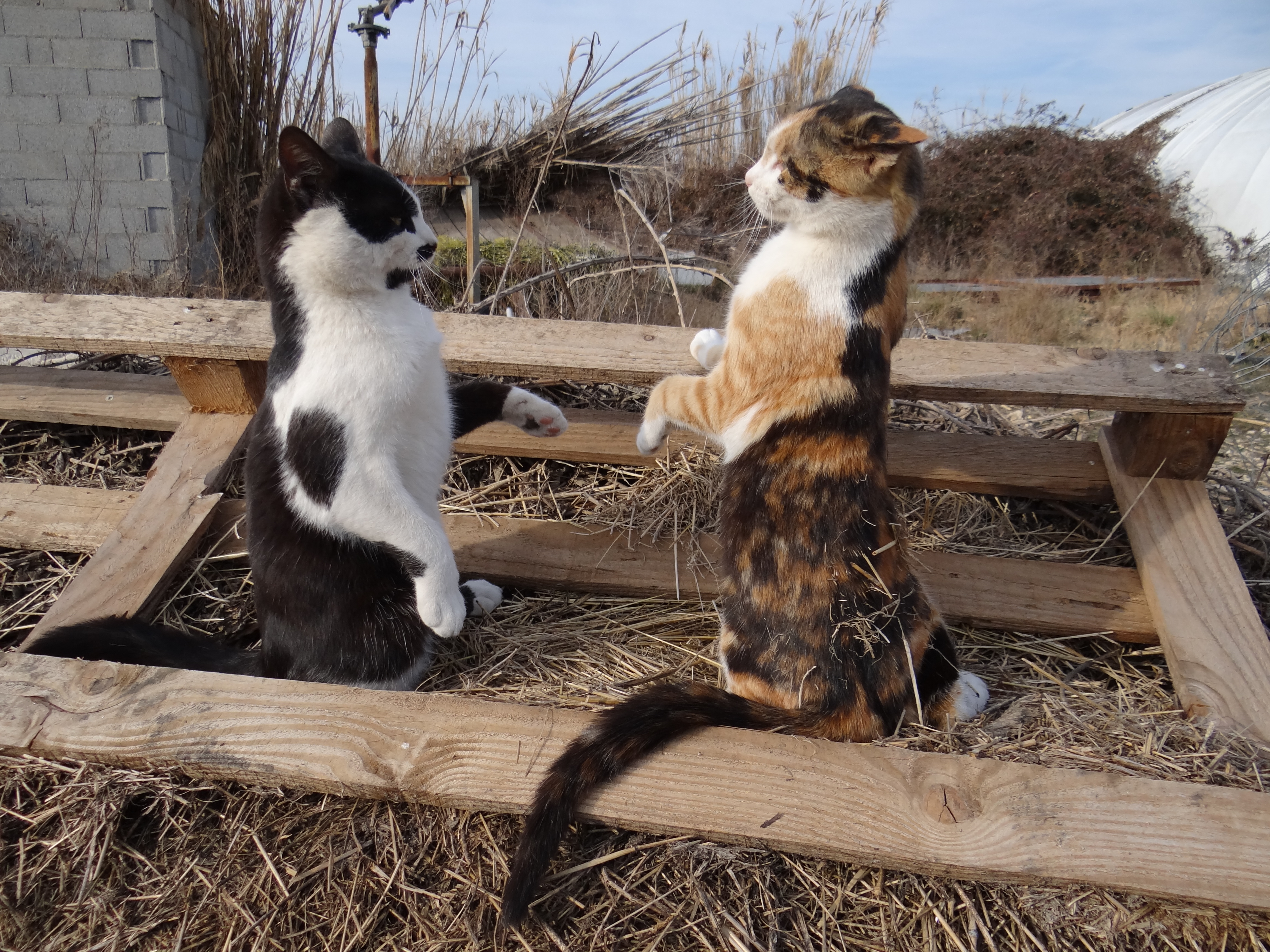
Dos gats domèstics amenaçant-se mútuament. Observeu com el gat a la dreta té les orelles més aplanades.

El comportament d'amenaça és qualsevol comportament que signifiqui hostilitat o intenció d'atacar a un altre animal. El comportament d'amenaça està pensat per fer que l'oponent faci marxa enrere i marxi. Tot i que l'exhibició ritual es pot utilitzar per a una sèrie de raons o propòsits comunicatius, l'amenaça està clarament destinada a l'hostilitat i és l'últim pas abans de la lluita o la submissió. L'amenaça no implica el contacte físic amb un altre animal. Qualsevol comportament d'amenaça sovint provoca un altre comportament agonístic en el receptor. Aquesta iniciació d'amenaça donarà lloc a una mostra d'atributs físics, una baralla o una submissió; el comportament o la seqüència de conductes depèn de quins recursos estan en joc i de les possibilitats de cada individu de guanyar el seu oponent. En qualsevol espècie animal, l'amenaça sempre conté components d'atac i fugida que expressen la disposició i la probabilitat d'un animal de guanyar. Una mostra d'intimidació o amenaça pot ser a través de: cabells eriçats, plomes enfonsades, aixecament de plecs i cresta de la pell, ensenyar les dents o les banyes, sons, etc.
Exemple: llangardaix de gorguera (Chlamydosaurus kingii)
El llangardaix de gorguera pertany a la família del agàmids, utilitza el collar com una manera de mostrar la mida i l'agressivitat als oponents. És una de les exhibicions més grans i notables vistes al regne animal. En comparació amb la seva mida corporal, el collar pot eixamplar-se per semblar que el cap del llangardaix sembli diverses vegades més gros i mostra escates taronja i vermelles brillants. Els mascles de C. kingii lluiten i mostren els collars sovint durant les èpoques d'aparellament. L'exhibició ritual masculina inclou ereccions parcials repetides del collar, tremolors del cap, moviments de cua i de les extremitats anteriors.

## Lluites agonistes
Els combats reals en les disputes són poc freqüents a causa del risc de lesions per als dos participants. És més probable que es produeixi quan els individus tenen una mida similar o quan el recurs impugnat és essencial per a la reproducció o la supervivència. Fins i tot quan el comportament agonístic escala cap a la lluita, es pot utilitzar la moderació. Els peixos com l'Oreochromis mossambicus sovint presenten exhibicions agressives, però poques vegades lluiten fins al punt de patir danys o ferides. També és el cas de les baralles entre algunes serps verinoses mascles; lluiten, però s'abstenen de mossegar.
Exemple: mamba negra (Dendroaspis polylepis)
La lluita agonista de les mambes negres implica una lluita en què els oponents intenten repetidament encastar a terra el cap de l'oponent. Les baralles normalment duren uns minuts, però poden allargar-se fins a més d'una hora. L'objectiu de la lluita és assegurar els drets d'aparellament amb les femelles receptives properes durant l'època de reproducció.

## Comportament de submissió
La conducta de submissió implica que un individu indica, mitjançant un acte o una postura, que no desafiarà a un individu dominant en un grup social. Els comportaments de submissió formen part del manteniment d'una jerarquia de domini d'individus cooperants en un grup social que tenen interessos superposats però no del tot coincidents.
Exemple: dragó barbut (Pogona vitticeps)
La comunicació entre animals s'aconsegueix sovint afegint una successió de comportaments a una exhibició. Les interaccions socials entre els dragons barbuts (Pogona vitticeps) consisteixen en un conjunt únic de moviments o senyals visuals, es comuniquen canviant el color de les barbes i movent el cap. Un moviment ràpid del cap pot indicar domini, mentre que un moviment lent i una ondulació del braç són uns dels signes de submissió que un llangardaix pot mostrar a un altre. El llangardaix es recolza sobre tres de les seves potes, aixeca un dels braços davanters i després agita el braç lentament amb un moviment circular. Aquest moviment circular, juntament amb el cos inflat lleugerament, mostra la submissió. Aquesta exhibició es veu entre els oponents, així com els adolescents cap als adults.